# Neostylopyga rhombifolia
Neostylopyga rhombifolia es una especie de cucaracha del género Neostylopyga, familia Blattidae.

## Distribución
Esta especie se encuentra en las áreas circumtropicales.